# 52 Orionis
52 Orionis är en vit stjärna i huvudserien i stjärnbilden Orion.
52 Orionis har visuell magnitud +5,26 och är synlig för blotta ögat vid någorlunda god seeing. Den befinner sig på ett avstånd av ungefär 540 ljusår.